# エドワード・キャドバリー
エドワード・キャドバリー（Edward Cadbury、1873年 - 1948年11月21日）は、イギリスの実業家、慈善活動家。 
エドワード・キャドバリーは、ジョージ・キャドバリーとその最初の妻メアリ（旧姓タイラー）の間に生まれた長男。少年期を過ごした家は、後にウッドブルック・クエーカー・スタディ・センターとなった。
1893年に家業であるキャドバリー・ブラザーズの事業に加わり、1899年に専務取締役、1937年に会長となり、1943年に引退した。
この間、父ジョージが設立を進めたセリー・オーク・カレッジズの整備の実務にも手腕を発揮した。この事業に関わった聖書学者J・レンデル・ハリス (J. Rendel Harris) やアルフォンス・ミンガナ (Alphonse Mingana) を支援し、3次にわたりミンガナを中東に派遣するなどして、アラビア語のキリスト教文献等の収集を進め、今日の「ミンガナ・コレクション」をバーミンガム大学にもたらした。
また、父ジョージが1901年に買収した『デイリー・ニューズ』の経営にも関わり、1902年に専務取締役のひとりとなり、1911年から1930年まで会長を務めた。父ジョージがこの新聞を手に入れた動機は、労働者の待遇改善を図るキャンペーンを展開するためであったが、エドワードは、父ジョージやチャールス・ブースらとともに、1908年老齢年金法 (Old-Age Pensions Act 1908) の成立に尽力した。
エドワードには、1906年に最初の版が公刊され、以降、形態を変えて刊行され続けた『Women's Work and Wages』のほか、『Experiments in Industrial Organisation』（1912年）などの著作がある。
引退後の1946年には、文化振興や教育支援などを目的に、自らの名を冠したエドワード・キャドバリー・トラスト (Edward Cadbury Trust) を設立した。